# Asppricklav
Asppricklav (Arthonia patellulata) är en lavart som beskrevs av Nyl. Asppricklav ingår i släktet Arthonia och familjen Arthoniaceae.  Arten är reproducerande i Sverige. Inga underarter finns listade i Catalogue of Life.